# Direkte Summe
Der Begriff direkte Summe bezeichnet in der Mathematik die äußere direkte Summe und die innere direkte Summe.
In beiden Fällen wird die direkte Summe mit dem Verknüpfungszeichen {\displaystyle \oplus } geschrieben (eingekreistes Pluszeichen, Unicode: U+2295 circled plus sign, bzw. als mehrstelliger Operator analog dem Summenzeichen: U+2A01 n-ary circled plus operator).

## Äußere direkte Summe
Als äußere (auch: externe) direkte Summe bezeichnet man in der Mathematik den Standardvertreter des in der Kategorientheorie (nur bis auf Isomorphie) definierten Koprodukts von abelschen Gruppen oder Moduln (und damit auch Vektorräumen). Er ist gegeben durch die Untergruppe bzw. den Untermodul des direkten Produktes, welche aus den Tupeln mit höchstens endlich vielen vom (jeweiligen) Nullelement verschiedenen Einträgen besteht. Im Falle nur endlich vieler Faktoren stimmt diese Struktur offenbar mit dem direkten Produkt überein. (Im Folgenden werden wir uns der Einfachheit halber nur mit dem Fall von Vektorräumen beschäftigen, für die direkte Summe abelscher Gruppen und die direkte Summe von Moduln geht dies aber analog.)
Eine weitere Möglichkeit, das Koprodukt zu beschreiben, ist die unten erklärte innere direkte Summe, welche zur äußeren direkten Summe isomorph ist.

### Definition
Sei {\displaystyle K} ein Körper und {\displaystyle \left(V_{i}\right)_{i\in I}} eine Familie von {\displaystyle K}-Vektorräumen. Dann heißt
{\displaystyle \bigoplus _{i\in I}V_{i}:={\Big \{}\left(v_{i}\right)_{i\in I}\in \prod _{i\in I}V_{i}\;{\Big |}\;v_{i}=0} für  fast alle {\displaystyle i\in I\ {\Big \}}}
die äußere direkte Summe der Familie {\displaystyle (V_{i})_{i\in I}}, 
wobei {\displaystyle \textstyle \prod _{i\in I}V_{i}} das direkte Produkt von Vektorräumen ist.
Im endlichen Fall ergibt sich also zum Beispiel
{\displaystyle V_{1}\oplus V_{2}=\left\{\left(v_{1},v_{2}\right)\mid v_{1}\in V_{1},v_{2}\in V_{2}\right\}=V_{1}\times V_{2}}
Die Unterscheidung zwischen direkter Summe und direktem Produkt ist somit nur bei unendlicher Indexmenge notwendig.
Außerdem gilt bei einer solchen direkten Summe von endlich vielen Vektorräumen, dass die Dimension der Summe gleich der Summe der Dimensionen ihrer Summanden ist.

## Innere direkte Summe
Bei einer Familie von Untervektorräumen {\displaystyle (U_{i})_{i\in I}} des Vektorraumes {\displaystyle V} heißt {\displaystyle V} innere (auch: interne) direkte Summe der {\displaystyle U_{i}} (die {\displaystyle U_{i}} heißen dann auch direkte Zerlegung von {\displaystyle V}), falls jedes {\displaystyle v\in V} (bis auf die Reihenfolge) eindeutig als Summe endlich vieler Elemente der Untervektorräume, wobei aus jedem Untervektorraum höchstens ein Element und niemals das Nullelement ausgewählt wird, darstellbar ist, d. h.:
Zu jedem Vektor {\displaystyle v\in V} gibt es genau eine Familie {\displaystyle (u_{i})_{i\in I}} von Vektoren mit {\displaystyle u_{i}\in U_{i}} für alle {\displaystyle i\in I} und {\displaystyle u_{i}\neq 0} nur für endlich viele der {\displaystyle u_{i}}, so dass {\displaystyle v=\sum _{i\in I}u_{i}} ist.
Wie die äußere Summe wird auch die innere wie folgt symbolisiert:
{\displaystyle V=\bigoplus _{i\in I}U_{i}}
oder im endlichen Fall
{\displaystyle V=U_{1}\oplus \dotsb \oplus U_{n}}.
Eine Summe {\displaystyle V=\sum _{i\in I}U_{i}} einer Familie von Untervektorräumen ist genau dann direkt, wenn für alle {\displaystyle j\in I} gilt:
{\displaystyle U_{j}\cap \sum _{i\in I\setminus \{j\}}U_{i}=\{0\}},
also wenn für jedes {\displaystyle U_{j}} der Schnitt mit der Summe der übrigen Untervektorräume nur den Nullvektor enthält.
Im Spezialfall {\displaystyle U_{1}\oplus U_{2}=V} nennt man {\displaystyle U_{1}} und {\displaystyle U_{2}} zueinander komplementär.
Dabei gilt
{\displaystyle U_{1}\oplus U_{2}=V\Leftrightarrow (U_{1}+U_{2}=V)\land (U_{1}\cap U_{2}=\{0\})}.
Ein Untervektorraum {\displaystyle U_{1}\subset V} eines Vektorraums {\displaystyle V} heißt ein direkter Summand von {\displaystyle V}, wenn es einen zu {\displaystyle U_{1}} komplementären Untervektorraum {\displaystyle U_{2}} gibt, für den also {\displaystyle U_{1}\oplus U_{2}=V} gilt.

## Zusammenhang
Man beachte: Die äußere Summe von Unterräumen kann immer gebildet werden, aber die innere Summe von Unterräumen ist meist nicht direkt.
Der Bezug zwischen innerer und äußerer Summe kann folgendermaßen hergestellt werden.
Betrachte für jedes {\displaystyle j\in I} die Einbettung  {\displaystyle f_{j}\colon V_{j}\longrightarrow \oplus V_{i}} in die äußere direkte Summe, also:
{\displaystyle f_{j}(x)=(v_{i})_{i\in I},v_{i}=x} für {\displaystyle i=j} und {\displaystyle v_{i}=0} für {\displaystyle i\neq j}
Die innere direkte Summe der Bilder dieser Abbildungen bildet dann die äußere direkte Summe.

## Direkte Summe von Darstellungen
Seien {\displaystyle \textstyle (\rho _{1},V_{\rho _{1}}),(\rho _{2},V_{\rho _{2}})} Darstellungen von {\displaystyle \textstyle G_{1}} bzw. {\displaystyle \textstyle G_{2}.} Die direkte Summe der Darstellungen wird definiert als: {\displaystyle \textstyle \rho _{1}\oplus \rho _{2}:G_{1}\times G_{2}\to {\text{GL}}(V_{\rho _{1}}\oplus V_{\rho _{2}}),} wobei {\displaystyle \textstyle \rho _{1}\oplus \rho _{2}(s_{1},s_{2})(v_{1},v_{2}):=(\rho _{1}(s_{1})v_{1},\rho _{2}(s_{2})v_{2})} für alle {\displaystyle (s_{1},s_{2})\in G_{1}\times G_{2}} und {\displaystyle v_{1}\in V_{\rho _{1}},v_{2}\in V_{\rho _{2}}.}

Auf diese Weise wird {\displaystyle \textstyle \rho _{1}\oplus \rho _{2}} wieder zu einer linearen Darstellung.

Sind {\displaystyle \textstyle \rho _{1},\rho _{2}} Darstellungen der gleichen Gruppe {\displaystyle \textstyle G,} so definiert man die direkte Summe der Darstellungen der Einfachheit halber auch als Darstellung von {\displaystyle \textstyle G,} also {\displaystyle \textstyle \rho _{1}\oplus \rho _{2}\colon G\to {\text{GL}}(V_{1}\oplus V_{2}),} in dem man {\displaystyle \textstyle G} als die diagonale Untergruppe von {\displaystyle \textstyle G\times G} auffasst.
Beispiel
Sei {\displaystyle \textstyle \rho _{1}\colon \mathbb {Z} /2\mathbb {Z} \to {\text{GL}}_{2}(\mathbb {C} )} die lineare Darstellung, die gegeben ist durch
{\displaystyle \rho _{1}({\overline {1}})=\left({\begin{array}{cc}0&-i\\i&0\end{array}}\right).}
Und sei {\displaystyle \textstyle \rho _{2}:\mathbb {Z} /3\mathbb {Z} \to {\text{GL}}_{3}(\mathbb {C} )} die lineare Darstellung, die gegeben ist durch
{\displaystyle \rho _{2}({\overline {1}})=\left({\begin{array}{ccc}1&0&e^{\frac {2\pi i}{3}}\\0&e^{\frac {2\pi i}{3}}&0\\0&0&e^{\frac {4\pi i}{3}}\end{array}}\right).}
Dann ist {\displaystyle \textstyle \rho _{1}\oplus \rho _{2}} eine lineare Darstellung von {\displaystyle \textstyle \mathbb {Z} /2\mathbb {Z} \times \mathbb {Z} /3\mathbb {Z} } in den {\displaystyle \textstyle \mathbb {C} ^{2}\oplus \mathbb {C} ^{3}=\mathbb {C} ^{5},} die für {\displaystyle k\in \mathbb {Z} /2\mathbb {Z} ,l\in \mathbb {Z} /3\mathbb {Z} } nach Definition wie folgt aussieht:
{\displaystyle \rho _{1}\oplus \rho _{2}(k,l)=\left({\begin{array}{cc}\rho _{1}(k)&0\\0&\rho _{2}(l)\end{array}}\right).}
Da es reicht das Bild des Erzeugers der Gruppe anzugeben, stellen wir fest, dass {\displaystyle \textstyle \rho _{1}\oplus \rho _{2}\colon \mathbb {Z} /2\mathbb {Z} \times \mathbb {Z} /3\mathbb {Z} \to {\text{GL}}_{5}(\mathbb {C} )} gegeben ist durch:
{\displaystyle \rho _{1}\oplus \rho _{2}({\overline {1}},{\overline {1}})=\left({\begin{array}{ccccc}0&-i&0&0&0\\i&0&0&0&0\\0&0&1&0&e^{\frac {2\pi i}{3}}\\0&0&0&e^{\frac {2\pi i}{3}}&0\\0&0&0&0&e^{\frac {4\pi i}{3}}\end{array}}\right).}